# Francesco Cetti
Francesco Cetti (9 août 1726 à Mannheim - 20 novembre 1778 à Sassari) est un prêtre jésuite, zoologiste et mathématicien italien.
Une famille de passereaux, les Cettiidae, le genre type pour la famille Cettia et l'espèce type pour le genre Cettia cetti lui sont dédiés.

## Biographie
Né le 9 août 1726 à Mannheim, d’une famille originaire de Côme, il embrassa jeune la règle de saint Ignace, et, suivant l’usage de l’institut, régenta dans divers collèges. En 1760, le roi de Sardaigne, voulant faire jouir ses sujets de cette île d’une instruction plus développée, demanda des jésuites pour y professer les hautes sciences : et le P. Cetti y fut envoyé avec quelques-uns de ses confréres. Il y remplit avec succès la chaire de philosophie au collège de Sassari.

## Œuvres
Doué de l’esprit d’observation et d’une ardeur infatigable pour l’étude, Cetti consacra ses loisirs à l’histoire naturelle, et le premier fit connaître celle de la Sardaigne dans les ouvrages suivants :
- I Quadrupedi di Sardegna, Sassari, 1774, in-8°. Ce volume, rempli d’érudition et de recherches curieuses, est orné d’une carte de l’île et de quatre planches représentant les animaux les plus rares. A la tête est une courte description de la Sardaigne.
- Gli uccelli di Sardegna, ib., 1776, in-8°, avec 6 pl. Cet ouvrage, dans lequel on a signalé quelques erreurs, offre une lecture intéressante. Cetti rapporte qu’en 1769 les sauterelles étaient si nombreuses qu’elles menaçaient les récoltes d’une destruction totale. Elles s’élevèrent en colonnes serrées, à tel point que le jour en était obscurci ; mais les corbeaux attaquèrent ces colonnes, les rompirent et firent un si grand carnage de sauterelles que le pays fut préservé de la famine.
- Anfibi e pesci di Sardegna, ib., 1777, in-8°, avec 5 pl. Sonnini a tiré de ce volume quelques descriptions d’amphibies, qu’il a insérées dans son édition des Œuvres de Buffon. Suivant Cuvier, Cetti traite des poissons avec trop peu d’étendue, si l’on excepte ce le thon (Histoire des poissons, I, 101). Dans son épître dédicatoire, adressée à l’évêque d'Ales-Terralba (le P. Giuseppe Maria Pilo), Cetti venge le clergé catholique du reproche de nuire au développement de l’agriculture et de l’industrie, en favorisant le célibat, la paresse et l’ignorance. « Pour répondre, dit-il, à ces vaines accusations, me contenterai de montrer l’Italie à ces censeurs, et de leur demander s’ils ne s’estimeraient pas heureux de voir leur pays égaler en richesses cette contrée, où cependant dominent avec les prêtres catholiques tous les abus contre lesquels ils s’élèvent avec tant de violence. Quel est le pays qui renferme plus de cités riches et populeuses ? Quel est celui qui présente une plus grande masse de richesses matérielles ? où les arts soient cultivés avec plus d’ardeur ? où il ait été fait des découvertes plus nombreuses et plus utiles à l’humanité ? N’est-ce pas au clergé catholique que l’on doit la renaissance des lettres et des arts, l’établissement des bibliothèques, la fondation de la plus grande des universités et des académies ? »
- Appendice alla Storia dei quadrupedi di Sardegna, ib., 1777, in-8° de 63 pp. L’auteur répond dans cet opuscule aux critiques dont son ouvrage et en particulier sa description de la Sardaigne avaient été l’objet. Il défend le climat de île du reproche d’insalubrité, puisqu’on y trouve assez fréquemment des centenaires, et il prouve, par la comparaison des tables de mortalité, que l’on y vit aussi long-temps que dans les pays réputés les plus sains. Cetti se proposait de compléter son travail en donnant l’histoire des fossiles et des minéraux ; mais il n’eut pas le loisir de la terminer, et mourut à Sassari le 20 novembre 1778. Un passage de son histoire des oiseaux (p. 113) fait conjecturer qu’il avait le projet de publier pour la Sardaigne un Almanach économique. « Un bon almanach, dit-il, est un des livres a les plus utiles : tout pays devrait avoir le sien. » Azuni, pour composer son Histoire naturelle de la Sardaigne, a beaucoup profité des ouvrages de Cetti. Il ne fait souvent que le traduire en l’abrégeant. Toutefois il ne lui épargne pas les critiques, et même il s’en permet plusieurs qui ne sont nullement fondées. C’est ainsi, par exemple, qu’il lui reproche d’avoir, dans son histoire quadrupèdes, indiqué les animaux par leurs noms sardes : « qui force, dit-il, ceux qui la lisent d’étudier la langue dans laquelle le livre est écrit avant de pouvoir étudier l’objet dont traite l’auteur. » Mais au nom sarde Cetti joint presque toujours la synonymie en latin, en italien et même en français. Il cite dans ses Linné et rapporte assez souvent passages de Buffon, avec les éloges qui sont dus au plus éloquent des naturalistes. Les trois volumes de doivent être réunis ; ils sont assez rares en France.